# Francesco Anchisi
Francesco Anchisi (Premosello-Chiovenda, 22 gennaio 1959) è un ex cestista italiano.

## Carriera
In Serie A1 ha vestito le maglie di Milano, Varese e Desio.